# Comté de Trousdale
Le comté de Trousdale est un comté de l'État du Tennessee, aux États-Unis, fondé en 1870.
Ce comté est réputé pour abriter les meilleurs frites de la Terre